# Randy Waldrum
Randy Marlon Waldrum (* 25. September 1956 in Irving) ist ein ehemaliger US-amerikanischer Fußballspieler und heutiger -trainer. Den größten Teil seiner Trainerkarriere verbrachte er als Übungsleiter diverser Frauenteams im US-amerikanischen Hochschulsport.

## Karriere

### Spieler
Waldrum war während seiner Karriere als Spieler bei den Franchises der Los Angeles Skyhawks, Indianapolis Daredevils und New York Cosmos aktiv.

### Trainer
Von 1989 bis 1994 trainierte Waldrum die Fußballteams der University of Tulsa, genannt Tulsa Golden Hurricane (Männer und Frauen), ehe er für kurze Zeit Co-Trainer der U-18- und U-20-Nationalmannschaften der Vereinigten Staaten war. 1996 gründete er die Frauenfußballabteilung der Baylor University mit und wirkte bis 1998 als deren Cheftrainer, ehe er zunächst kurzzeitig die U-17-Nationalmannschaft von Trinidad und Tobago betreute und danach im Jahr 1999 zur University of Notre Dame wechselte. Mit den Notre Dame Fighting Irish gewann Waldrum 2004 und 2010 die NCAA-Meisterschaft.
Von 2012 bis Dezember 2013 war er zusätzlich Trainer der US-amerikanischen U-23-Frauen-Nationalmannschaft, ehe er von Steve Swanson abgelöst wurde.
Am 3. Januar 2014 wurde Waldrum zum ersten Cheftrainer in der Geschichte der NWSL-Franchise der Houston Dash ernannt und übernahm von Juli 2014 bis Ende 2015 zusätzlich den Posten als Cheftrainer der Frauen-Nationalmannschaft von Trinidad und Tobago. Am 29. Mai 2017 übergab er das Traineramt bei den Houston Dash nach einer Serie von vier Niederlagen interimsweise an seinen bisherigen Co-Trainer Omar Morales, Waldrum wurde eine Rolle als technischer Berater angeboten. Seit Dezember 2017 trainierte er die Damenfußballmannschaft der University of Pittsburgh, die Pittsburgh Panthers.
Am 5. Oktober 2020 wurde er Trainer der nigerianischen Fußballnationalmannschaft der Frauen.